# Existentia
Existentia es el quinto álbum de estudio de la banda noruega de  black / gothic metal Trail of Tears. Fue el último trabajo con la alineación clásica de la banda, la cual se separó por problemas personales en noviembre de 2006.
Fue lanzado el 26 de febrero de 2007 en Europa y el 20 de enero de 2007 en Estados Unidos. 
Este disco marcó el regreso a la utilización tradicional de alternar la voz de una soprono con las voces masculinas, aunque en este trabajo estuvo a cargo de una cantante invitada de sesión, la mezzo-soprnao francesa Emmanuelle Zoldan.
A pesar de ser grabado durante un período de convulsión interna dentro del grupo, "Existentia" mantuvo el mismo nivel de calidad de los anteriores discos, aunque con un sonido mucho más directo y simplificado.
Hay menos teclados y la voz femenina tiene una posición menos prominente; en contraste, el riff unísono de guitarras y la voz de Ronny Thorsen son el eje central de las canciones.
Ante la salida inesperada del guitarrista Terje Heiseldal y el tecladista Frank Roald Hagen, el disco se grabó como un quinteto, con Runar Hansen interpretando todas las guitarras y Bernt Moen como músico invitado (de sesión) en los teclados.
En el momento del lanzamiento, Kjetil Nordhus, Runar Hansen, Kjell Rune Hagen y Jonathan Pérez ya habían abandonado la banda por diferencias económicas. 

## Lista de canciones
1. "Deceptive Mirrors" – 4:28 (Hagen, Nordhus, Thorsen)
2. "My Comfort" – 4:37 (Hagen, Nordhus, Thorsen)
3. "Venom Inside My Veins" – 4:42 (Hansen, Nordhus, Thorsen)
4. "Decadence Becomes Me" – 4:20 (Hagen, Hansen, Nordhus, Thorsen)
5. "She Weaves Shadows" – 4:48 (Hansen, Nordhus, Thorsen)
6. "The Closing Walls" – 4:50 (Nordhus, Pérez, Thorsen)
7. "Empty Room" – 4:35 Hansen, (Nordhus, Trail Of Tears)
8. "Poisonous Tongues" – 4:18 (Hagen, Hansen, Nordhus, Thorsen)
9. "As It Penetrates" – 4:12 (Hagen, Hansen, Nordhus, Thorsen)
10. "Shades Of Yesterday" – 4:15 (Hagen, Hansen, Nordhus, Thorsen)

## Personal

### Trail of Tears
- Ronny Thorsen - Vocales
- Kjetil Nordhus – Vocales limpios
- Runar Hansen – Guitarra
- Kjell Rune Hagen - Bajo
- Jonathan Pérez - Batería

### Músicos invitados
- Emmanuelle Zoldan - Soprano
- Bernt Moen - Teclados

### Producción e ingeniería
- Terje Refsnes - Producción, ingeniería, mezcla
- Mika Jussila - Masterizado
- Natascha van Poppel - Fotografía
- Jan Yrlund - Arte de cubierta, diseño